# 梅塞加尔德科尔内哈
梅塞加尔德科尔内哈，是西班牙卡斯蒂利亚-莱昂阿维拉省的一个市镇。 总面积10km2, 总人口112人（2001年），人口密度11人/km2。